# Musa Abu Marzuk
Musa Muhammad Abu Marzuk (arab. ‏موسى محمد أبو مرزوق‎, ur. 9 stycznia 1951 w Muchajjam Rafah) – palestyński polityk i inżynier, wysoki dygnitarz Hamasu, pierwszy szef Biura Politycznego Hamasu (1992–1996) w okresie, gdy nie był to urząd przewodniczącego organizacji, następnie zastępca szefa Biura Politycznego Hamasu (1997–2013), wcześniej prominentny działacz Braci Muzułmańskich.

## Życiorys
Urodził się w 1951 roku w obozie dla uchodźców palestyńskich Rafah w Strefie Gazy. Jego rodzina została wypędzona z okolic dzisiejszego Jawne podczas wojny arabsko-izraelskiej w 1948 roku.
Jako student Uniwersytetu Islamskiego w Gazie, w 1982 roku wyjechał do Stanów Zjednoczonych na wizie studenckiej. W chwili przybycia był już prominentnym członkiem Braci Muzułmańskich. Marzuk uzyskał tytuł magistra w zakresie zarządzania budownictwem na Colorado State University, a następnie tytuł doktora w zakresie inżynierii przemysłowej na Louisiana Tech University.
Mieszkał w USA przez co najmniej 14 lat, uzyskując Zieloną Kartę w 1990 roku. 
27 lipca 1995 r. został aresztowany przez amerykańskie służby pod zarzutem przewodzenia Hamasowi, po 22 miesiącach został deportowany do Jordanii, w zamian za zrzeczenie się prawa do pobytu w USA.
W trakcie wybuchu wojny Izraela z Hamasem, Marzuk przebywał w katarskiej Dosze.
Zapytany, dlaczego Hamas zbudował 500 km tuneli wojskowych, ale nie schronień dla cywili w Strefie Gazy, Abu Marzuk odpowiedział, że tunele powstały w celu ochrony bojowników Hamasu, podczas gdy ochrona cywilów jest obowiązkiem ONZ. 